# Oleksandr Bilanenko
Oleksandr Viktorovyč Bilanenko (in ucraino Олександр Вікторович Біланенко?; Sumy, 8 gennaio 1978) è un biatleta ucraino.

## Biografia
In Coppa del Mondo ha ottenuto il primo risultato di rilievo il 2 dicembre 1999 a Hochfilzen (60°) e il primo podio il 3 dicembre 2000 a Hochfilzen/Anterselva (3°).
In carriera ha preso parte a tre edizioni dei Giochi olimpici invernali, Salt Lake City 2002 (68° nell'individuale, 7° nella staffetta), Torino 2006 (34° nella sprint, 49° nell'individuale, 7° nella staffetta) e Vancouver 2010 (22° nell'individuale, 8° nella staffetta), e a undici dei Campionati mondiali, vincendo una medaglia.

## Palmarès

### Mondiali
- 1 medaglia
  - 1 bronzo (staffetta[2] a Chanty-Mansijsk 2011)

### Coppa del Mondo
- Miglior piazzamento in classifica generale: 20º nel 2005
- 1 podio (a squadre[1]), oltre a quello conquistato in sede iridata e valido anche ai fini della Coppa del Mondo:
  - 1 terzo posto